# Нухов, Фарид Аюпович
Фарид Аюпович Нухов (21 марта 1930 года — 19 марта 1990 года) — слесарь-сборщик авиационных двигателей Уфимского моторостроительного завода. Герой Социалистического Труда. Депутат Верховного Совета Башкирской АССР десятого, одиннадцатого созывов (1980—1990).

## Биография
Фарид Аюпович Нухов родился 21 марта 1930 г. в с. Староминзитарово Иглинского района БАССР. Там же прошло его трудное детство.
Мать, Вафия Сулеймановна, тяжело болела. Отец в первое время войны работал председателем колхоза и председателем сельсовета. В семье Нуховых были и старшие братья, и сестры, но они еще до войны уехали работать в Уфу.
В 1946 году он уехал к братьям  в Уфу. Два послевоенных года учился в техникуме.
Трудовую деятельность начал в 1948 г. слесарем-сборщиком Уфимского моторостроительного завода. В 1950—1954 гг. служил в Советской Армии, после демобилизации работал слесарем, слесарем-сборщиком авиационных двигателей на родном заводе.
Нухов Ф. А. работал на самых сложных участках сборочного цеха и выполнял нормы на 120—130 процентов. За хорошие показатели в 1963 г. ему присвоено почетное звание «Ударник коммунистического труда». Награждён медалью «За доблестный труд. В ознаменование 100-летия со дня рождения В. И. Ленина».
В 1972 г. Ф. А. Нухов занесен на Доску почета Уфимского моторостроительного завода. В 1972 г. завоевал право работать с личным клеймом, в 1973 г. присвоено звание «Отличник качества».
За высокие производственные показатели и досрочное выполнение плана девятой пятилетки Указом Президиума Верховного Совета СССР от 19 декабря 1975 г. Ф. А. Нухову присвоено звание Героя Социалистического Труда.
До 1990 г. работал слесарем-сборщиком Уфимского моторостроительного производственного объединения.
Депутат Верховного Совета Башкирской АССР десятого, одиннадцатого созывов (1980—1990).
Нухов Фарид Аюпович умер 19 марта 1990 г.

## Награды
- Герой Социалистического Труда (1975);
- Награждён орденами Ленина (1975), Октябрьской Революции (1971), медалями.